# Walter Goehtz
Walter Goehtz (ur. 1 lutego 1878 w Łobzie, zm. 30 marca 1946 w Eckartsbergu) – burmistrz w Płotach i w Gryficach.
Studia prawnicze na Friedrich Wilhelm Uniwersytetu w Berlinie (obecnie Uniwersytet Humboldtów w Berlinie) i Uniwersytet w Greifswaldzie. Po studiach pracował w magistracie w Łobzie i Trzebiatowie. W 1906 roku został mianowany burmistrzem miasta Płoty, a od 1911 burmistrzem Gryfic. Walter Goehtz miał żonę Marię i trzech synów.